# Жомбор Анталь
Жомбор Анталь (рум. Zsombor Antal, угор. Antal Zsombor; 7 березня 1985, м. М'єркуря-Чук, Румунія) — румунський хокеїст, захисник. Виступає за ХК «Брашов» в Інтерлізі.
За походженням угорець. Виступав за ХК «Уйпешт», ХК «Чіксереда», ХК «Брашов».
У складі національної збірної Румунії учасник чемпіонатів світу 2007 (дивізіон I), 2008 (дивізіон II) і 2010 (дивізіон II) і 2011 (дивізіон II). У складі молодіжної збірної Румунії учасник чемпіонату світу 2005 (дивізіон II).